# Eugenio de Nora
Eugenio García de Nora (Zacos, Magaz de Cepeda; 13 de noviembre de 1923-Madrid, 2 de mayo de 2018) fue un poeta español de la generación de la posguerra.

## Biografía
Doctor en Filología románica, fundó junto con Antonio González de Lama y Victoriano Crémer la revista de poesía comprometida Espadaña en 1944. Publicó en otras revistas poéticas de la posguerra española, como Cisneros o Corcel. En 1953 obtiene el Premio Boscán de poesía por España, pasión de vida. En 1949 se traslada a Suiza para trabajar como profesor de Literatura española en la Universidad de Berna hasta su jubilación en 1989.
Entre 1945 y 1955 publica la mayor parte de su obra poética: Cantos al destino (1945), el clandestino Pueblo cautivo (1945-1946) publicado anónimo, pues contenía una incisiva crítica del régimen franquista, Amor prometido (1946), Contemplación del tiempo (1948), Siempre (1953) y España, pasión de vida (1953). Tras este libro sobrevendría un largo silencio hasta que en 1975 aparece una extensa antología de su obra poética titulada Poesía (1939-1964), en la que se incluía el nuevo poemario Angulares, que contiene poemas escritos entre los años 1955 y 1964.
Escribió también un estudio en tres volúmenes acerca de la novela española de posguerra titulado La novela española contemporánea (1958-62), inspirado por los principios del realismo social.
Desde sus inicios, Eugenio G. de Nora escribió una poesía comprometida social y políticamente, a la que Dámaso Alonso llamó poesía desarraigada, cuyo máximo exponente es su libro España, pasión de vida, de 1953. Sin embargo, la adscripción a la revista Espadaña y a las corrientes poéticas de compromiso social no debe hacer olvidar que Nora abordó otros temas relacionados con la condición humana, como el del amor. Así, ya en el poema inicial de Cantos al destino (1945) «Otra voz», se afirma la amplitud temática que caracterizará toda su producción poética, en especial la de los años 50. Amor, muerte, la preocupación por el paso del tiempo y el afán de trascendencia del ser humano van a ser los grandes temas de mucha de la poesía de Eugenio de Nora. El tono es elegíaco y a veces escéptico, revelando una visión existencialista del mundo.
De este modo, en Eugenio de Nora se observa por un lado una vertiente de su obra centrada en el momento histórico, la poesía de compromiso social, y por otro una poesía preocupada por el destino individual del hombre, en el sentido existencial, que estaría representada por obras como Contemplación del tiempo (1948), si bien este poemario no está exento de poemas en los que se recuerda la guerra civil y sus consecuencias traumáticas.
Pueblo cautivo (1945-1946) inaugura la poesía testimonial y de denuncia que caracterizará los libros posteriores de Gabriel Celaya o Blas de Otero.
España, pasión de vida (1953) tiene componentes noventayochescos y regeneracionistas, como muestran los siguientes versos: 

¡España, España!
¡Pasión de sangre!
Amor de vida,
amor de libertad te canta
en una aurora de destino.
Amor amargo de la patria

Pero su tema principal es la reivindicación de la dimensión histórica de un pueblo y la preocupación política. La palabra España aparece con frecuencia obsesiva, y domina la exclamación y la interrogación retórica. El poemario constituye una amarga denuncia del pasado, pero también alberga esperanza en el futuro.
Falleció en Madrid el 2 de mayo de 2018 a causa de una insuficiencia respiratoria.